# Isla Guamblin
Isla Guamblin är en ö i Chile.   Den ligger i regionen Región de Aisén, i den södra delen av landet, 1 300 km söder om huvudstaden Santiago de Chile. Arean är 10,6 kvadratkilometer.
Terrängen på Isla Guamblin är lite kuperad. Öns högsta punkt är 243 meter över havet. Den sträcker sig 18,7 kilometer i nord-sydlig riktning, och 14,5 kilometer i öst-västlig riktning.
I omgivningarna runt Isla Guamblin växer i huvudsak blandskog.